# Dorfkirche Altenklitsche

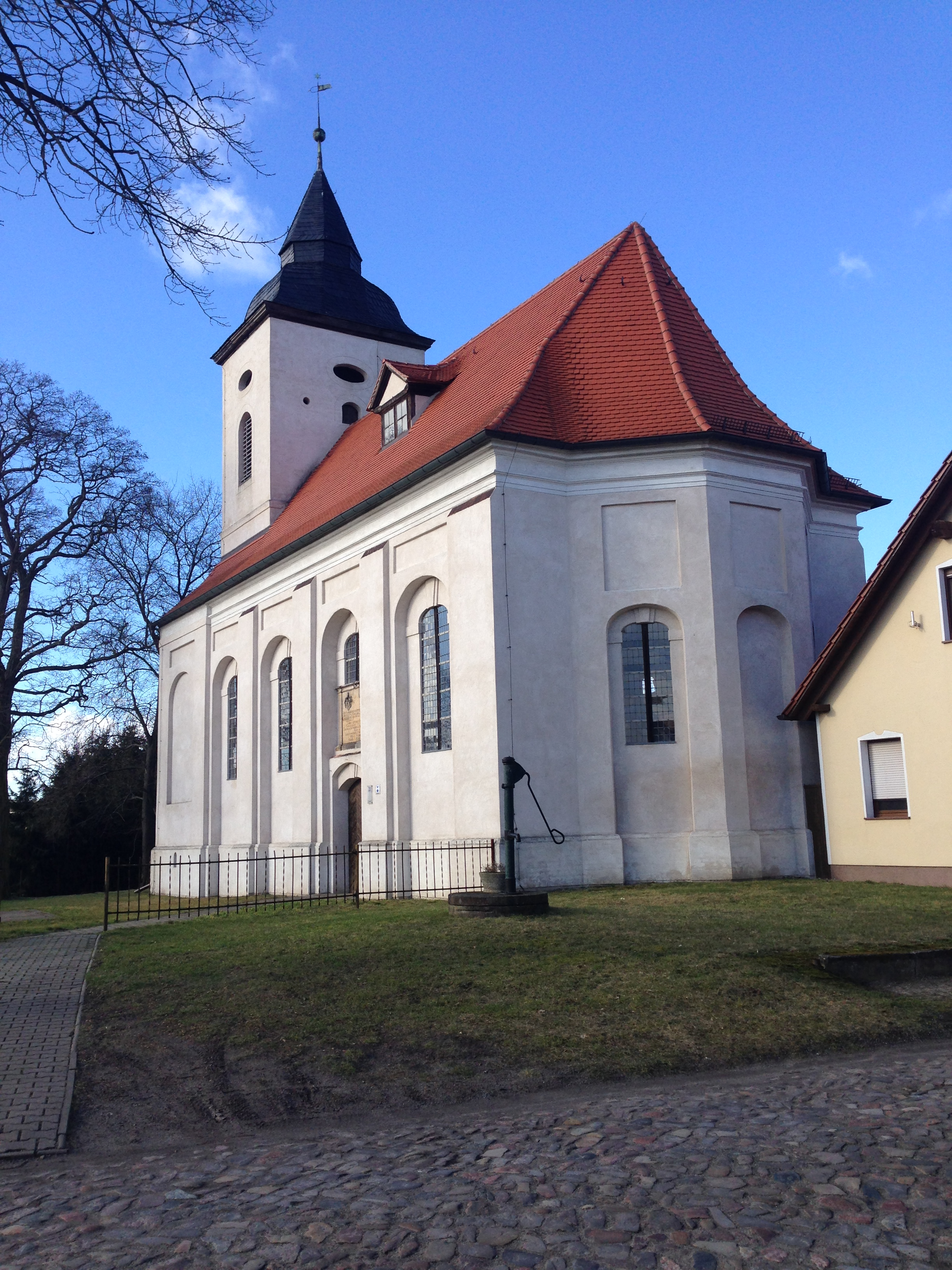
Ansicht von Osten

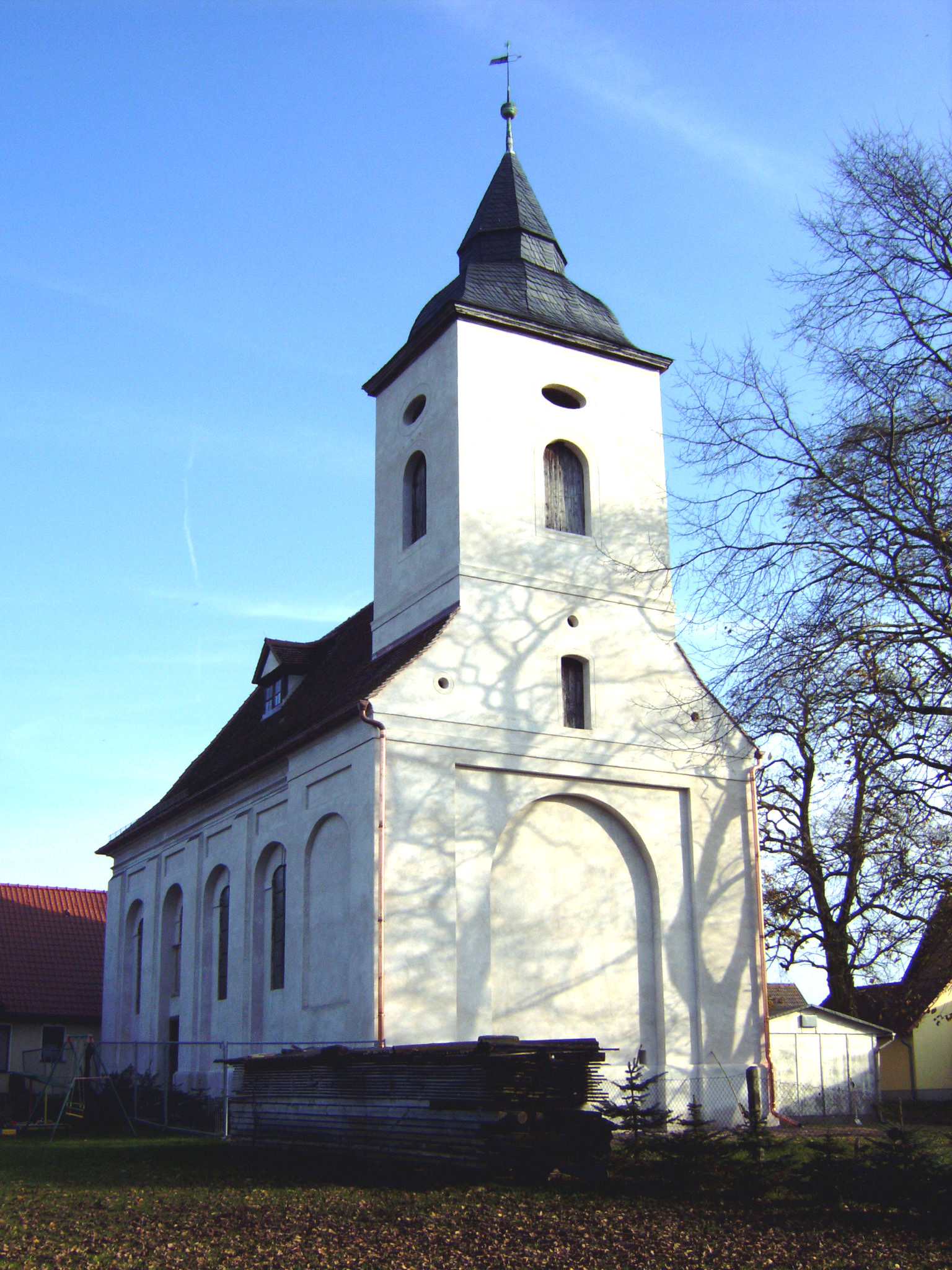
Ansicht von Westen

Die Dorfkirche zu Altenklitsche ist ein evangelisches Kirchengebäude in Altenklitsche, einem Ortsteil der Stadt Jerichow im Landkreis Jerichower Land in Sachsen-Anhalt. Die Gemeinde gehört zum Pfarramt Schlagenthin im Kirchenkreis Elbe-Fläming der Evangelischen Kirche in Mitteldeutschland.

## Geschichte
Die Dorfkirche von Altenklitsche wurde in den Jahren 1712 bis 1715 im Auftrag des damaligen Landrats Baltzer Friedrich von Katte vom Magdeburger Baumeister Christoph Behse erbaut. Sie trat an die Stelle des Vorgängerbaus, einer einfachen Holzkirche und wurde in Barockform mit prächtiger Ausstattung errichtet.
1973 brannte nach einem Blitzschlag der Kirchturm ab und wurde bei der Erneuerung durch das kirchliche Bauamt in seiner Ansicht leicht verändert.

## Beschreibung und Ausstattung

Blick auf restaurierten Altar und Vorhangmalerei

Die unter Denkmalschutz stehende Kirche ist ein verputzter Backstein-Saalbau mit rechteckigem Langhaus und dreiseitigem Ostschluss. Der Westturm wurde auf quadratischem Grundriss mit schiefergedecktem Schweifdach und offener, leicht gedrungener Laterne ausgeführt.
Das von einem vierjochigen – durch Gurtbögen gegliederte – Kreuzgratgewölbe überspannte Kirchenschiff wird durch die hohen bleiverglasten Stichbogenfenster in Metallrahmen und pilastergesäumten Nischen geprägt. Über dem Südportal befindet sich eine in Sandstein gehauene Stifterinschrift mit Allianzwappen der Familien von Katte und von Hüniken, die auch den Hinweis auf den Baumeister Christoph Behse gibt.
Der hellgetünchte Innenraum besitzt eine einheitliche, reich ornamentierte barocke Holzausstattung, ganz in Weiß und Gold. Im Westteil des Innenraums tragen schmale Säulen die Hufeisenempore. Ihre seitlichen Brüstungen sind mit Putten verziert, die girlandengerahmte Kartuschen mit Bibelsprüchen halten. An der Orgelempore finden sich musizierende Engel.
Der Chor wird von einem großen Kanzelaltar beherrscht. Die Altarwand trägt im Zentrum den fünfseitigen Kanzelkorb mit aufgelegten christlichen Symbolen in Strahlengloriolen. Über der Kanzel steht im gesprengten Giebel der Christus mit Grabeswächtern. Das Altargemälde stellt das heilige Abendmahl dar. Über den seitlichen Durchgängen stehen Statuen der Apostel Petrus und Paulus. Hinter dem Altar befindet sich ein großes Gemälde mit Ecce Homo nach italienischem Vorbild, ferner die in die Ostwand eingelassene Stifterinschrift des Vorgängerbaus von 1589.

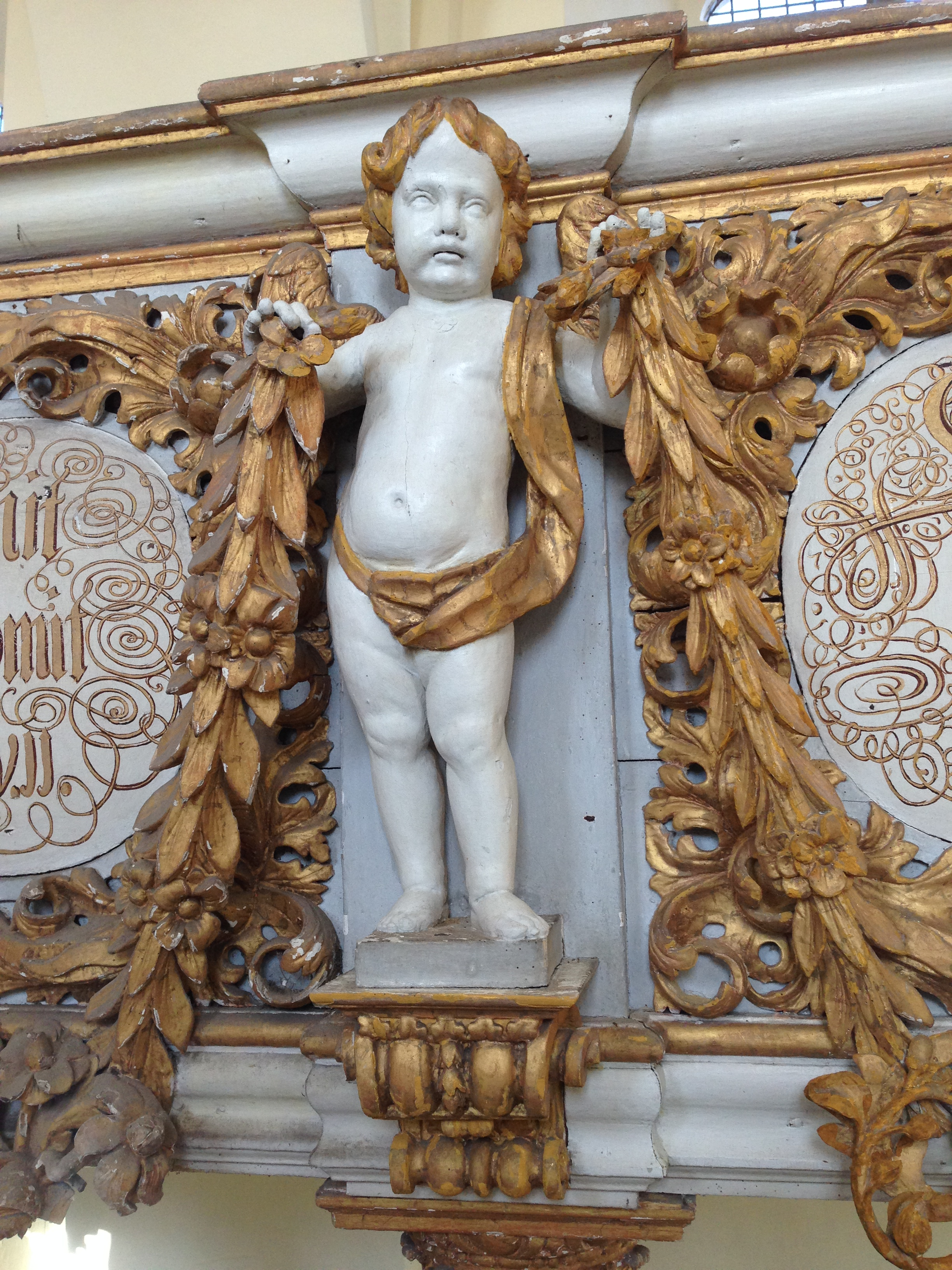
Emporen-Engel

Vor der Nordseite der Altarwand steht das Patronatsgestühl mit Genien und Allianzwappen im bekrönenden Segmentgiebel, gegenüber das Pfarrgestühl mit Fides (Glaube), Caritas (Liebe) und Spes (Hoffnung).
Erwähnenswert ist der Figurengrabstein des am 19. Juni 1585 verstorbenen Claus von Lossow. Die ursprünglich an der Südseite des Gebäudes angebrachte Platte ist mit rohen, unregelmäßigen Längsrillen (Wetzmarken) und Rundmarken bedeckt, die allem Anschein nach von Schießversuchen – vielleicht aus der Zeit des Dreißigjährigen Krieges – herrühren.
Vor den Altar ließ Katte das Sandsteinbild seines Vorfahren Peter von Lossow legen, von dem die alte Holzkirche stammte. Der kleinen Versammlung von Engeln im Altarraum – datiert auf das Jahr 1718 – wurden die Gesichtszüge der fünf Söhne Baltzer Friedrichs von Katte gegeben. Sie stehen paarweise, als Lesepulte dienend, während der kleinste die Taufmuschel auf dem Kopfe hält.
Die Orgel von Gottlieb Scholtze mit schlichtem Prospekt wurde 1780 eingebaut. Im Gruftgewölbe an der Turmseite stehen unter anderem zwei reich ausgestattete, silberbeschlagene Särge. Von den ursprünglich drei Glocken hängt nur noch eine im Glockenstuhl, die anderen sind während des Zweiten Weltkriegs verlorengegangen.
Erste Sanierungsschritte waren 2003 statische Sicherungsmaßnahmen an Fundament und den Gewölben, bevor Fassade, Dach und Fenster im Jahr 2005 aufwändig restauriert werden konnten. Mittlerweile entspricht die Außenansicht der Kirche wieder ihrer reichhaltigen barocken Innenausstattung. Die Engelgruppe im Chorraum wurde anlässlich der Taufausstellung 2006 im Magdeburger Dom restauriert und dort ausgestellt. 2010 wurde der Innenbereich (Wände und Decken) malermäßig überarbeitet und Orgel mit Orgelprospekt restauriert. 2015 konnte der Altar einschließlich Vorhangmalerei restauratorisch überarbeitet werden.

Ostansicht im Oktober
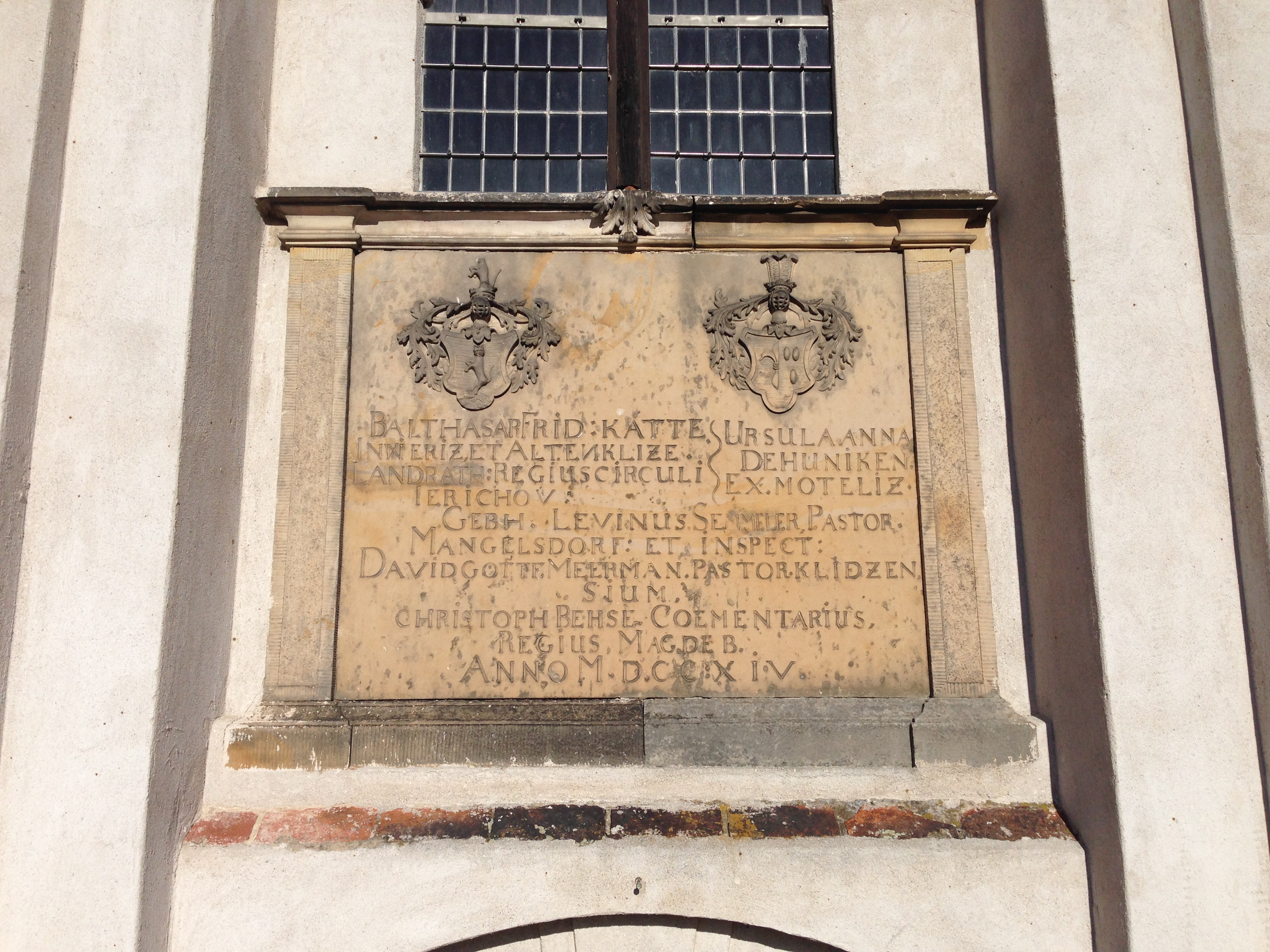
Stiftertafel über dem Eingang auf der Südseite
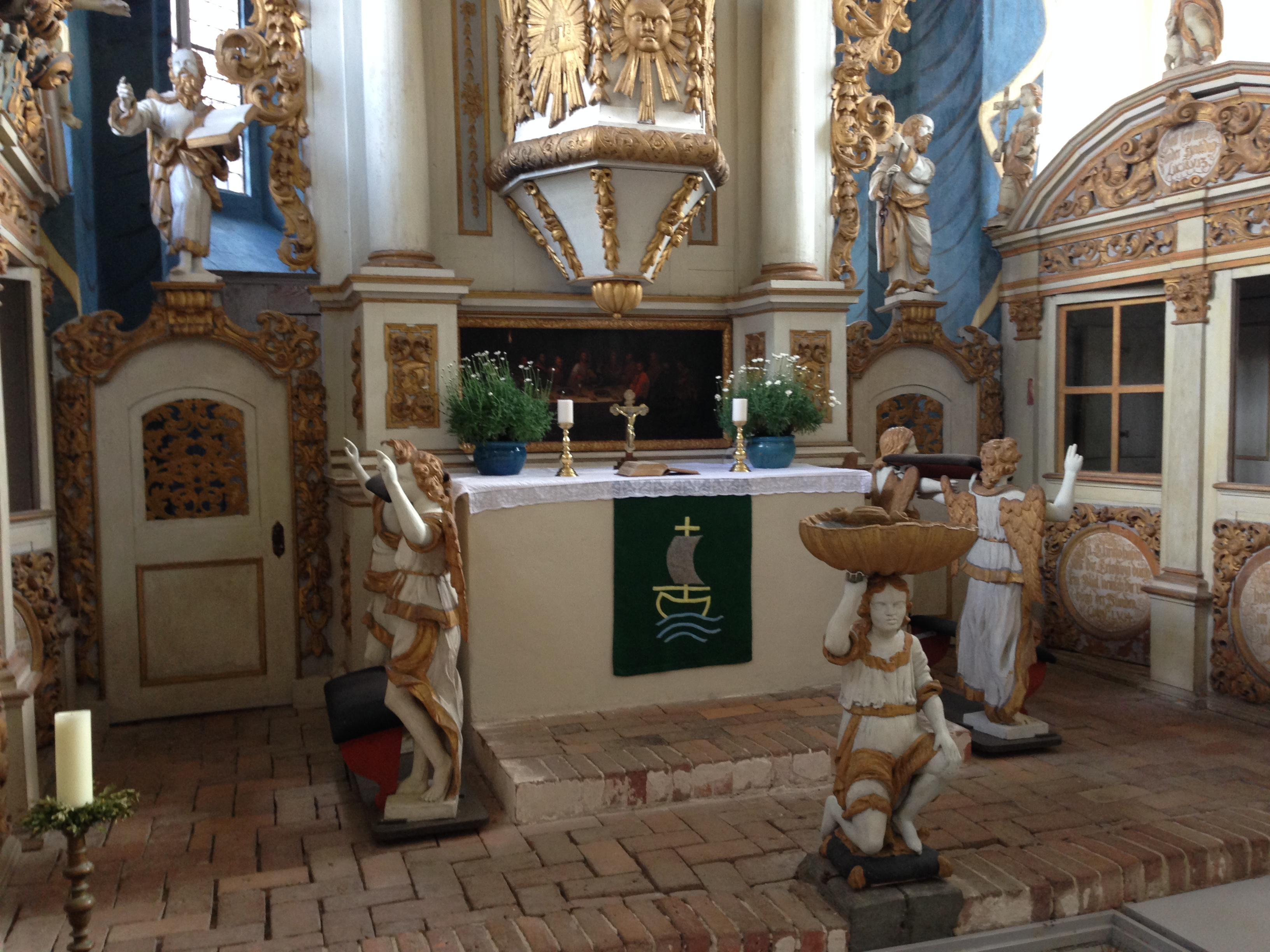
Engelgruppe im Altarraum
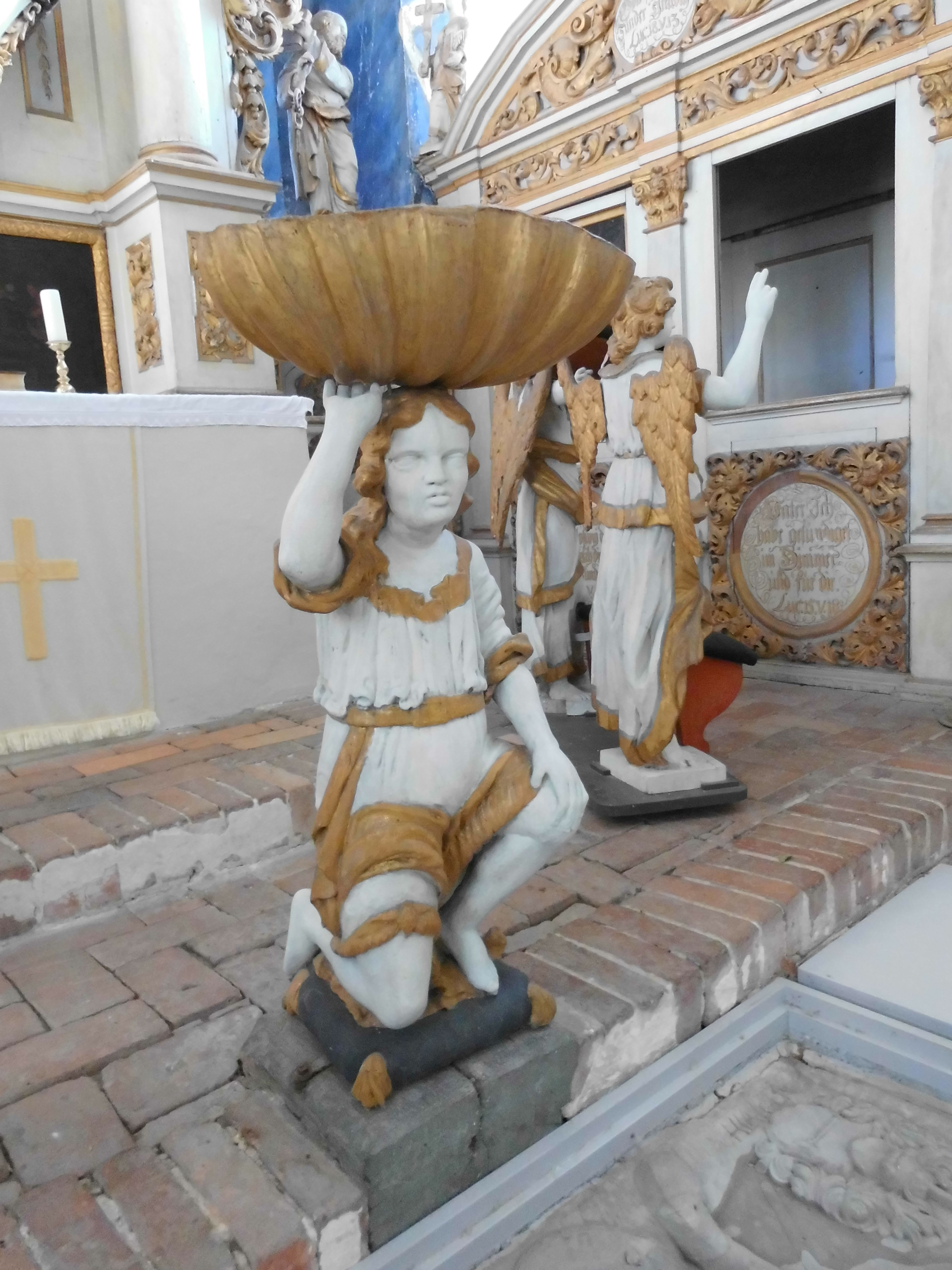
Taufengel
Altarfigur Petrus
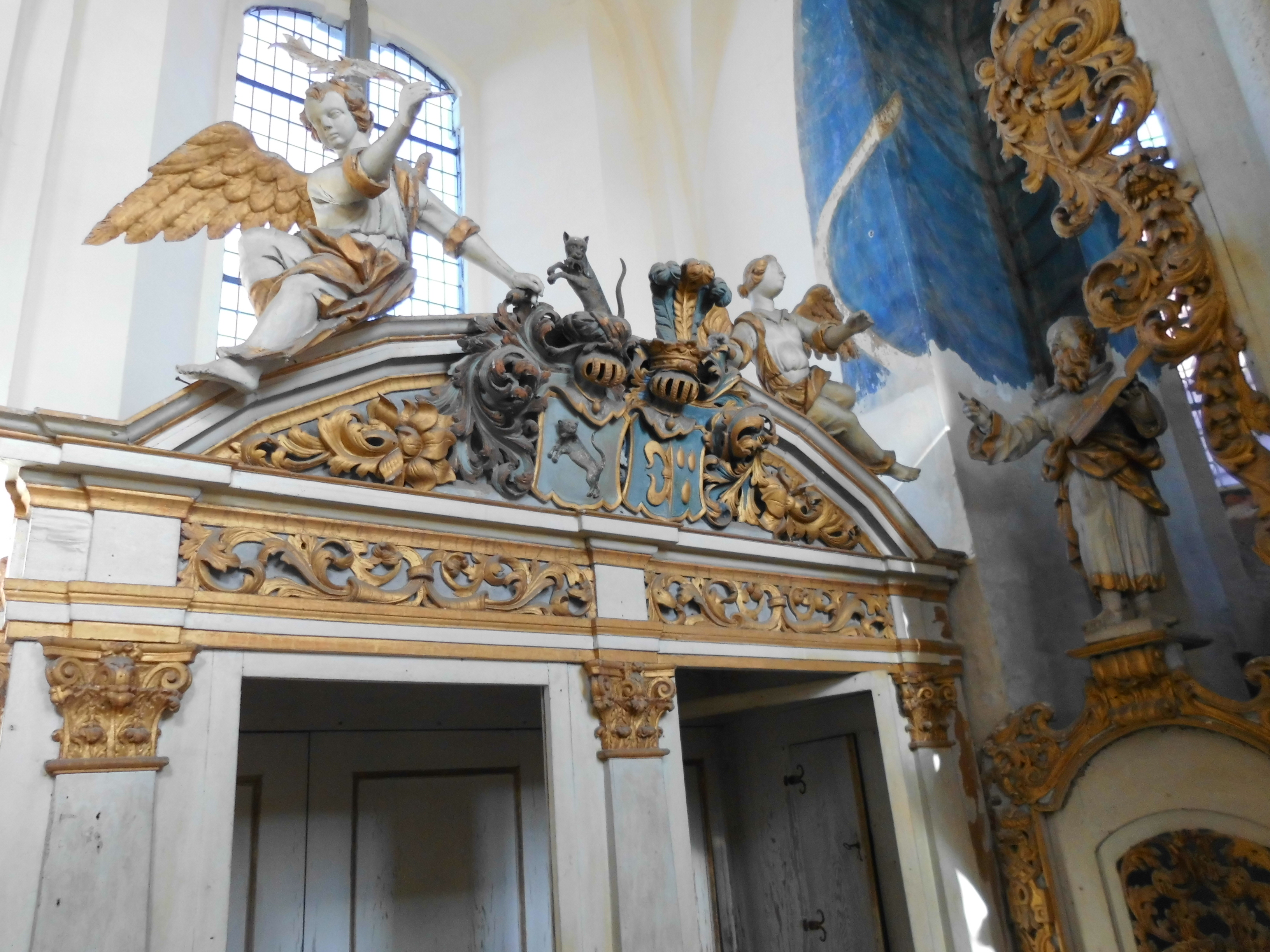
Patronatsloge mit Bekrönung
Empore mit Orgelprospekt